# Monte Carlo Open 1992
Il Monte Carlo Masters 1992 è stato un torneo di tennis giocato sulla terra rossa. 
È stata l'85ª edizione del Monte Carlo Masters, che fa parte della categoria ATP Super 9 nell'ambito dell'ATP Tour 1992.
Si è giocato al Monte Carlo Country Club di Roquebrune-Cap-Martin in Francia vicino a Monte Carlo,
dal 20 al 27 aprile 1992.

## Campioni

### Singolare
Thomas Muster ha battuto in finale  Aaron Krickstein con il punteggio di 6–3, 6–1, 6–3

### Doppio
Boris Becker /  Michael Stich hanno battuto in finale  Petr Korda /  Karel Nováček con il punteggio di 3–6, 6–1, 6–4